# Административное деление Нагорно-Карабахской Республики

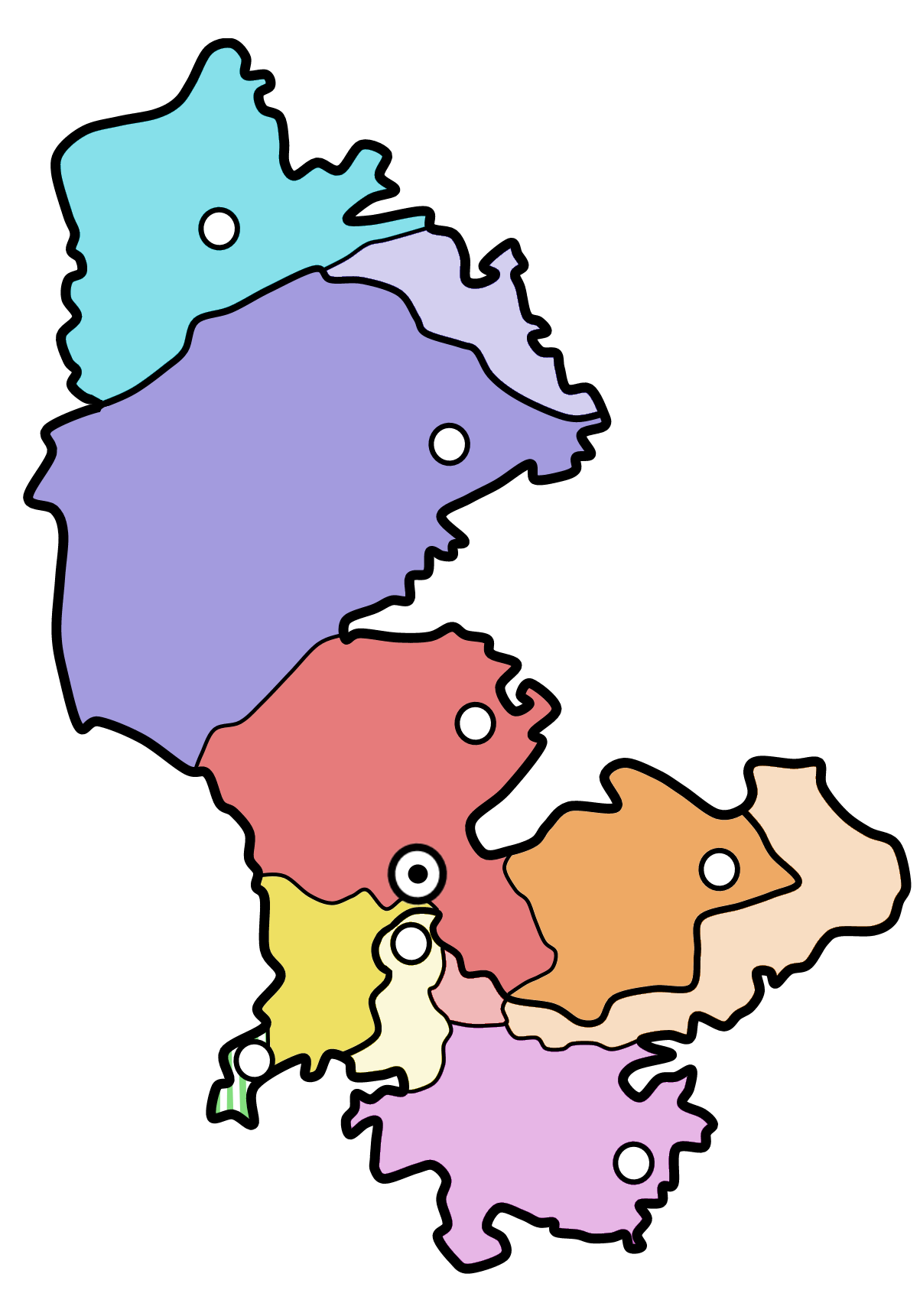
Административно-территориальное деление НКР на момент провозглашения в 1991 году

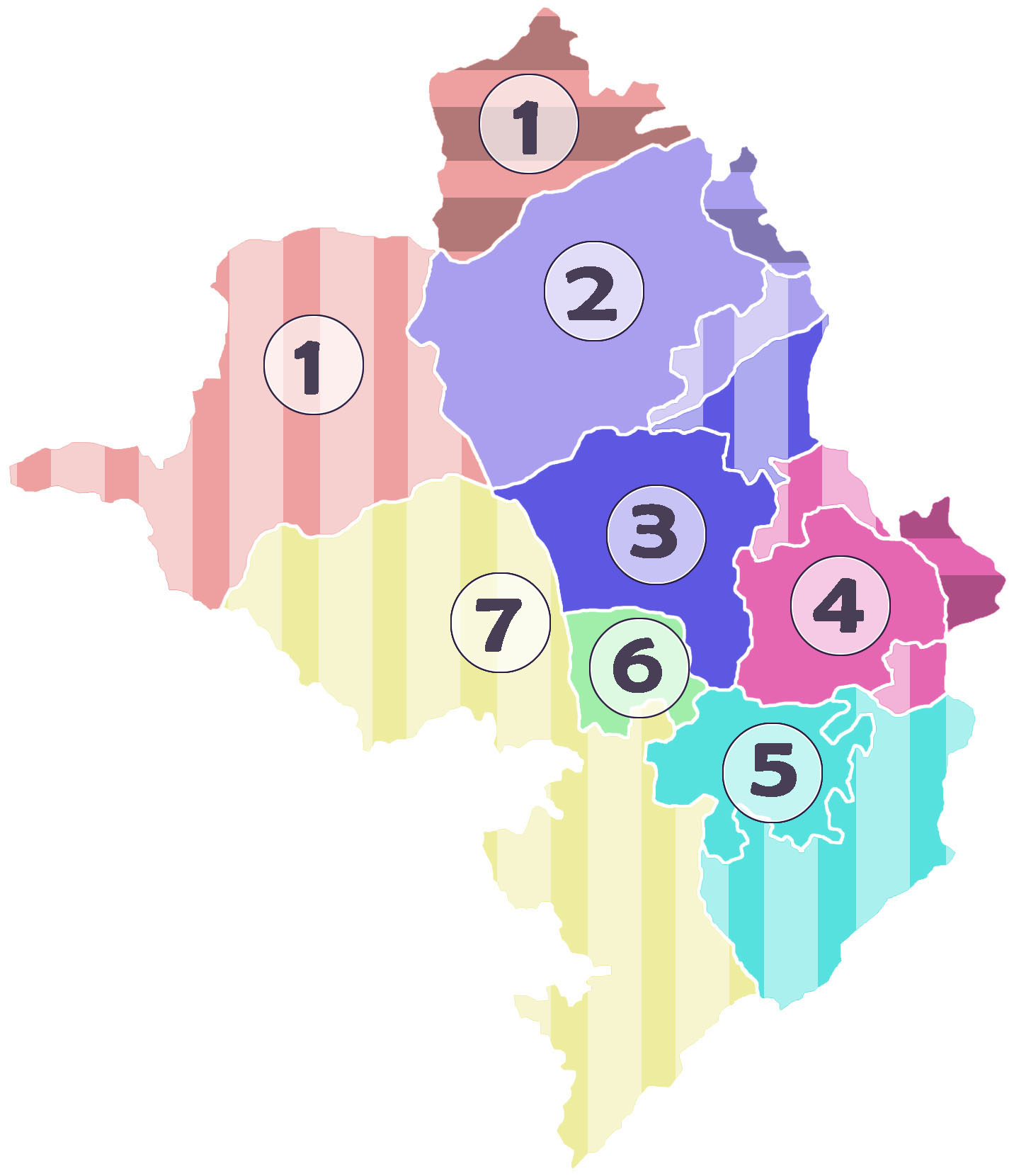
Районы НКР согласно более позднему административно-территориальному делению:
1 — Шаумяновский, 2 — Мартакертский,
3 — Аскеранский, 4 — Мартунинский, 5 — Гадрутский,
6 — Шушинский, 7 — Кашатагский.
Различной заливкой показаны:
- Сплошной цвет — территории, принадлежавшие НКАО.
- Горизонтальная штриховка (2 и 4) — территории, принадлежавшие НКАО, но перешедшие под контроль Азербайджана в ходе Первой карабахской войны.
- Горизонтальная штриховка (1) — территории за пределами НКАО, на которых была провозглашена НКР, оставшиеся под контролем Азербайджана в ходе Карабахской войны.
- Вертикальная штриховка — территории за пределами НКАО, перешедшие под контроль НКР в ходе Карабахской войны.

В административном отношении непризнанная Нагорно-Карабахская Республика (Республика Арцах, НКР) делилась на 7 районов и город республиканского подчинения — Степанакерт. Административно-территориальными единицами, составляющими районы, являлись общины. После Первой карабахской войны (1991—1994) вплоть до Второй карабахской войны (2020) под контролем НКР было 10 городов и 322 села.
В результате Второй карабахской войны НКР потеряла большую часть контролировавшейся ей территории. По заявлению о прекращении огня от 10 ноября 2020 года стороны должны были остановиться на занятых позициях, а части территорий Шаумяновского, Аскеранского, Мардакертского, Мартунинского, Кашатагского и Шушинского районов (в Азербайджане — части Кельбаджарского, Агдамского и Лачинского районов) быть возвращены под контроль Азербайджана.

## История изменений
Непризнанная Нагорно-Карабахская Республика была провозглашена 2 сентября 1991 года в границах Нагорно-Карабахской автономной области (НКАО) Азербайджанской ССР, прилегающего Шаумяновского и части Ханларского районов Азербайджанской ССР.
В результате боевых действий в течение 1992—1993 годов вооружённые силы НКР при поддержке вооружённых сил Армении установили контроль над рядом районов Азербайджана, прилегающих к территории бывшей НКАО, что было квалифицировано Советом безопасности ООН как оккупация территории Азербайджана армянскими силами. Впоследствии эти территории были включены фактическими властями НКР в административно-территориальную структуру НКР.
Административно-территориальное деление НКР устанавливалось законом по представлению президента республики. Исполнительная власть республики осуществлялась на фактически подконтрольной в настоящий момент территории, которая лишь частично соответствовала административно-территориальному делению. Согласно ст. 175 Конституции НКР, принятой в 2017 году, «до восстановления территориальной целостности Республики Арцах и уточнения границ публичная власть осуществляется на территории, фактически находящейся под юрисдикцией Республики Арцах».
18 февраля 2022 года Национальным собранием НКР был принят закон «Об оккупированных территориях», устанавливавший правовой статус территорий, контролировавшихся НКР до сентября 2020 года и перешедших под контроль Азербайджана в ходе и после Второй карабахской войны.

## Районы НКР
| Район                         | центр          | население района 2016 год | площадь района | местных органов | населённых пунктов |
| ----------------------------- | -------------- | ------------------------- | -------------- | --------------- | ------------------ |
| Степанакертский муниципалитет | г. Степанакерт | 51000                     | 25,7           | 1               | 1                  |
| Аскеранский                   | г. Аскеран     | 18316                     | 1196,3         | 42              | 45                 |
| Гадрутский                    | г. Гадрут      | 14758                     | 1876,8         | 30              | 43                 |
| Мартакертский                 | г. Мартакерт   | 19531                     | 1795,1         | 43              | 51                 |
| Мартунинский                  | г. Мартуни     | 24251                     | 951,1          | 35              | 37                 |
| Шаумяновский                  | г. Карвачар    | 3779                      | 1829,8         | 16              | 17                 |
| Шушинский                     | г. Шуши        | 5668                      | 381,3          | 7               | 11                 |
| Кашатагский                   | г. Бердзор     | 10489                     | 3376,6         | 54              | 108                |
| Всего НКР                     | Степанакерт    | 138 800                   | 11 432,7       |                 |                    |

Пять из семи районов — Аскеранский, Гадрутский, Мартакертский, Мартунинский и Шушинский — включали в себя как территории бывшей НКАО, в пределах которых в 1991 году была провозглашена НКР, так и прилегающие к ним районы Азербайджана, перешедшие под контроль НКР в ходе Первой карабахской войны (1992—1994).
В территорию Шаумяновского района фактическими властями НКР включены территории бывших Шаумяновского и Кельбаджарского районов Азербайджанской ССР, а также части Ханларского района Азербайджанской ССР; в территорию Кашатагского района — территория бывших Лачинского, Зангеланского и Кубатлинского районов Азербайджанской ССР.
Территория Гадрутского и Шаумяновского районов с 2020 года полностью находилась под контролем Азербайджана и рассматривалась фактическими властями НКР как «оккупированные территории».
Территории, контролировавшиеся НКР на 2020 год и расположенные за пределами границ, в которых в 1991 году НКР была провозглашена (то есть за пределами территории бывшей НКАО, Шаумяновского и части Ханларского районов Азербайджанской ССР), в некоторых источниках именовались «поясом (зоной) безопасности НКР» (более подробно см. соответствующую статью).
| Административное деление с точки зрения | Административное деление с точки зрения |
| НКР                                     | Азербайджана |
| --------------------------------------- | --- |
| г. Степанакерт                          | г. Ханкенди |
| Аскеранский район*                      | Ходжалинский район, Агдамский район (небольшая часть)                                                                                                 |
| Гадрутский район*                       | Джебраильский район, Физулинский район (часть), Ходжавендский район (часть)                                                                           |
| Кашатагский район*                      | Зангеланский район, Кубатлинский район, Лачинский район (большая часть)                                                                               |
| Мартакертский район*                    | Агдамский район (небольшая часть), Кельбаджарский район (часть), Тертерский район (большая часть)                                                     |
| Мартунинский район*                     | Агдамский район (небольшая часть), Физулинский район (малая часть), Ходжавендский район (часть)                                                       |
| Шаумяновский район**                    | Геранбойский район (часть, контролируется Азербайджаном), Гёйгёльский район (малая часть, контролируется Азербайджаном), Кельбаджарский район (часть) |
| Шушинский район*                        | Лачинский район (малая часть), Шушинский район |

В муниципалитетах регулярно проводились выборы, однако муниципалитеты НКР не были представлены в Комитете регионов Европы.